# 日本救急システム
日本救急システム株式会社（にほんきゅうきゅうシステム）は宮崎県東臼杵郡美郷町にある株式会社。消防本部を設置していない、常備消防未設置町村の3町（宮崎県東臼杵郡美郷町・徳島県勝浦郡勝浦町・沖縄県八重山郡竹富町（西表島））における救急救命業務の民間委託および、救急救命士育成のための教材開発を主要業務としている。
この項では、日本初となる救急救命業務の民間委託までの流れ、および美郷町・勝浦町・竹富町の救急態勢についても解説する。

## 概要

### 消防機関のない地方自治体の救急救命業務の現状
地方公共団体の中には、人口・財政上の問題、自治体立地の状況等により消防本部を設置したり、消防組合に参加したり、他地方公共団体の消防本部に消防業務を委託していない団体がある。（常備消防非設置市町村と呼び、2019年4月現在、0市7町22村の計29団体が該当する。）消防組織法第九条により、「地方公共団体は消防本部・消防署・消防団の全部もしくは一部を設置しなければならない」とされている為、非常備消防町村では、消防団のみを保有し、消防業務を行っている。その一方で、救急業務は町村役場が引き受けるいわゆる「役場救急」が19町村、役場に属する診療所職員が引き受ける「診療所救急」が5町村で行われている。
役場救急では一般的に救急救命士資格がなくても従事可能であるが、一部を除く救急救命行為・特定行為はできない。そのため、役場救急ではほとんどが緊急走行による患者の搬送がメインである。（なお、医師や看護師、救急救命士が同乗すれば通常の救急業務と同等の医療行為（救急救命行為・特定行為）が可能である。（詳細は後述の日本救急システム#救命救急業務の民間委託を行うための根拠法参照。））

### 救急救命業務の民間委託化
※詳細は後述の日本救急システム#救命救急業務の民間委託・事業化までの経緯を参照
日本救急システムでは、日本初となる地方公共団体の救急救命業務の民間委託企業として2015年6月より宮崎県美郷町の救急救命業務の民間委託を開始し、町所有の救急車に救急救命士が乗り込んで医療行為しつつ緊急搬送を行う事業を開始した。この実績もあり、2017年4月より徳島県勝浦町でほか、2020年7月より沖縄県竹富町で救急救命事業を開始した。救急搬送について、消防機関による救急搬送と同様、要請者等による料金は発生しない。また、消防機関と連携し、救命救助訓練を実施・参加し、救命救助態勢についても構築を図っている。
なお、日本救急システムの前身である救急教育出版はアプリケーションを用いた救命救急士教材の開発を主力としていたが、事業拡大を目指し、2014年に現社名に変更した。
このほか、宮崎県美郷町では病院間転院搬送が多いことから、専用の救急隊を運用する「病院間転院搬送業務」を実施している。また、救急活動以外にも心肺蘇生法講習会を始めとした応急手当講習会、イベント救護など様々な取り組みを実施している。

## 沿革
出典表記がない場合、一次資料等による。
- 2013年（平成25年）8月28日 - 「救急教育出版」創業。資本金1百万円。
- 2014年（平成26年）
  - 8月 - 白川ら国士舘大学関係者が美郷町を視察[5]。
  - 時期不明 - 救急教育出版の本社を東京から宮崎県美郷町に移転[7]。
  - 10月20日 - 「救急教育出版」を「日本救急システム」に改称。
- 2015年（平成27年）
  - 4月20日 - 美郷町と救急救命業務委託契約書を締結。
  - 6月1日 - 美郷町北郷での救急救命業務委託を開始[1][2][17]。
- 2016年（平成28年）
  - 2月15日 - 徳島県勝浦町との覚書を締結[18]。
  - 4月 - 美郷町南郷での救急救命業務を開始[17]。
- 2017年（平成29年）
  - 4月1日 - 徳島支社設置。勝浦町での救急救命業務委託を開始[8][2]。
  - 12月 - 救急救命事業の民間委託に際し、美郷町が「地方自治法施行70周年記念 総務大臣表彰」を受ける[19]。
- 2018年（平成30年）
  - 4月1日
    - 美郷町西郷での救急救命業務を開始[17]。
    - 宮崎大学医学附属病院救急救命センターのドクターカー運転委託事業を開始[20]。

  - 11月30日 - 明治国際医療大学との包括協定を締結[21]。
  - 12月17日 - 徳島支社所属の救急救命士が車両救助訓練に参加[10]。
- 2019年（平成31年/令和元年）
  - 1月25日 - 平成30年度第37回 宮崎銀行ふるさと振興助成事業 地域創生部門の助成を受ける[22][17]。
  - 4月1日
    - 明治国際医療大学の教員として救急救命士資格を持つ社員1名を出向[23]。
    - 病院間転院搬送業務を開始。「転院搬送用救急隊」を設置。

  - 6月17日 - ホームページをリニューアル。
  - 6月27日 - 社内組織再編
    - 北郷救急課および北郷救急隊を廃止。
    - 美郷町より「病院間転院搬送中における業務における運転（機関員）業務」を請け負う[12]。
    - 西郷救急課に「美郷救急隊」を設置[12]。
    - 旧北郷救急課跡に「西郷救急隊　夜間休日詰所」を設置。
    - 勝浦救急事業部を久国字国光から久国字久保田に移転。

  - 7月25日 - 資本金を5百万円に増強。
  - 10月11日 - 救急救命士・看護師国家試験対策アプリの開発・配信を休止。
- 2020年（令和2年）
  - 1月24日 - 沖縄県竹富町と西表島での救急救命業務の民間委託を締結。令和2年度内の運行開始を予定[9][24]。
  - 5月15日 - 沖縄支社設置
  - 7月1日 - 西表島での救急救命業務の運行開始（平日昼間のみ）。
- 2021年（令和3年）
  - 4月1日
    - 西表島での救急救命業務を24時間365日体制に変更[25]。
    - 延岡市消防本部と共同で宮崎県立延岡病院ドクターカーに救急救命士を出向。

  - 4月29日 - 救急専門医を顧問医師として就任。

## 事業内容

### 主要事業
- 救急救命業務事業 - 宮崎県美郷町・徳島県勝浦町・沖縄県竹富町の救急救命業務を委託[1][26][9]。
- 病院間転院搬送業務 - 宮崎県美郷町のみ[12]。
- 救急救命士国家試験対策模試事業[27]

前身となる救急教育出版時代の事業である救急救命士・看護師育成のための書籍出版・スマートフォンアプリ開発のほか、救急救命士国家試験対策模試事業も継続している。

### その他の事業
- 大学機関への救急救命士派遣[28]
  - 2018年より宮崎大学医学部付属病院救急救命センターのドクターカー運転の業務委託（救命救急士を出向）を行っている[20][29]。これにより、医師・看護師だけでなくドクターカー運転手も医療者（救急救命士）となるため、最大5名の医療スタッフが現場へ急行することが可能になった[29]。
  - 2019年より、包括協定を結ぶ明治国際医療大学へ救急救命士資格を持つ職員を教員として出向。このほか、看護学校へ出向している職員もいる[30]。
- 応急手当講習会、イベント救護など[1]

過去の事業
「救急教育出版」時代から救急救命士・看護師国家試験対策アプリケーションの開発を行っていたが、iOSアプリ開発言語の仕様変更、外部委託困難に伴い、2019年10月11日をもって開発・配信を休止した。
- 救命救急士国試クイズ[27]
- 救命救急士数値クイズ[27]
- 救命救急士二択クイズ[27]
- 看護師数値クイズ[30]

### 所属の救急救命士数
25名（うち1名看護師資格所有）（2019年11月現在）

## 事業所
一次資料による。

### 会社組織
- 本社：宮崎県東臼杵郡美郷町北郷宇納間401（美郷町役場北郷支所内）
- 宮崎支社：宮崎県東臼杵郡美郷町北郷宇納間401（本社内）
  - 美郷救急事業部
    - 西郷救急課（西郷救急隊/美郷救急隊）：宮崎県東臼杵郡美郷町西郷田代1（美郷町役場 駐車場棟1階）
      - 西郷救急隊 夜間休日詰所：宮崎県東臼杵郡美郷町北郷宇納間401（美郷町役場北郷支所 3階）

    - 南郷救急課（南郷救急隊）：宮崎県東臼杵郡美郷町南郷区神門287（美郷町役場南郷支所 2階）
- 徳島支社：徳島県勝浦郡勝浦町大字棚野字前田25番地2
  - 勝浦救急事業部（勝浦救急隊）：徳島県勝浦郡勝浦町久国字久保田6-1
- 沖縄支社：沖縄県八重山郡竹富町西表659番地201
  - 竹富救急事業部（西表救急隊）：沖縄県八重山郡竹富町西表659番地201

### 管轄区域
- 西郷救急隊：美郷町西郷地区・美郷町北郷地区
- 南郷救急隊：美郷町南郷地区
- 美郷救急隊：美郷町全域
- 勝浦救急隊：勝浦町全域
- 西表救急隊：竹富町のうち西表島西部

## 救命救急業務の民間委託・事業化までの経緯

### 「私の実家のある村には救急車がありません」
創業者の白川透は国士舘大学・同大学院を卒業、修士の学位を得て救急システム研究科の助手として後進の指導に当たりながら、2013年に「救急教育出版」を創業した。2014年5月、白川は進路相談中の宮崎県出身学生から「私の実家のある村には救急車がありません。実家のある村で救急救命士としてなにか役に立ちたいと思っているのですが、どうしたらいいでしょうか。」という相談を受けた。「そんな馬鹿な話があるのか。この日本という先進国で救急車のない自治体なんてあるのか。」救急救命士・救急車がいない自治体があることに白川は衝撃を受けたという。

### 宮崎県美郷町への視察・美郷町の現状
2014年8月に、常備消防未設置市町村の一つである宮崎県美郷町を当時の助手や大学院生などと共に視察した。
美郷町では緊急搬送のみの「役場救急」を行っており、昼間は役場職員が、閉庁後は警備会社職員が対応していた。また救急救命士がいないがために「心肺停止の傷病者に心肺蘇生法をせずに担架搬送」や、「交通事故の時、バックボード固定をせずに担架搬送」等、標準的な救急救命処置を行わず緊急搬送を行っていた。また、白川の聞き取りにより、高齢化に伴う職員不足・救急要請の増加による役場救急を担う役場職員のストレスや住民の不安があること、財政的な理由で消防の常備化・近隣自治体への委託化ができないことが判明した。
美郷町では、救急出場件数は年間250件程度ではある一方、火災件数は年間1件程度であったため、「消防と救急は必ずしもセットでなくていいのでは」、「消防は消防団に任せ、救急だけプロ化したら予算がかからないのでは」との思いを強め、救急に特化した事業を着想した。これには「自治体（消防本部）採用に漏れた教え子（救急救命士）たちが（救急救命士とは）全く別の道を選ばざるを得ない現状」を見てきた白川が「この事業が成功すれば救急救命士の新しい受け皿になる可能性」を見出したものでもあった。

### 日本初の救命救急業務の民間委託
白川は、自身の会社である「救急教育出版」の事業を拡大する形で美郷町に業務委託を申し出た。申し受けた美郷町は「町民の安心以外にも創業支援や都会から若者を呼ぶ狙いがあった」と、白川の提案を承諾した。国や宮崎県、美郷町等と度重なる協議や人員確保を行い、日本初の試みとして救急救命業務の民間委託、すなわち消防機関に属さない救急救命士による救急搬送という新しい救急システムを構築した。現在の白川は国士舘大学大学院の助手を辞し、日本救急システム代表取締役社長に専念している。

### 徳島県勝浦町での救命救急業務の民間委託へ
勝浦町では常備消防がなく、2010年頃は役場救急では搬送業務のみ行う役場救急を対応していたが、救急患者搬送車が1台しかなく、出動が重なる場合は隣の小松島市のタクシー会社に搬送を依頼していた。2014年から広域行政での常備消防の実現を目指して勉強会などを開いているが、常備消防設立にめどが立っていない。その一方で年間280件の救急要請を搬送のみの役場救急で対応していた。このため人命にかかわる救急業務の充実を急ぎ、2015年に美郷町の救急救命システムを視察した。そして、日本救急システムへの委託を決めた。地域再生計画「｢みかんが香り 笑顔あふれる げんきなまちかつうら｣安全安心まちづくり事業」において日本救急システムの誘致・救急救命事業整備が明記され、2016年2月に覚書を締結。2017年4月に同町の救急救命業務を日本救急システムに委託した。
勝浦町では日本救急システムへの救急委託を行いつつも、常備消防の設置に向けて引き続き模索している。

### 沖縄県竹富町（西表島）での救命救急業務の民間委託へ
竹富町は9つの有人島と7つの無人島を有する島嶼部の自治体であり、常備消防が設置されておらず、従来は消防団による救急搬送を実施していた。2020年1月24日に日本救急システムと覚書を締結し、西表島で、救急救命士が救急車に同乗する。覚書では救命士４人を配置し、平日の開庁時間内で対応。休日・平日時間外は従来通り搬送のみを行う機能別消防団員を編制し対応する、としている。2021年4月1日より24時間365日体制へ移行した。

## 救急救命事業委託自治体の救急救命システムの構築

### 宮崎県美郷町
国士舘大学のOBで構成された日本救急システム所属の救急救命士8名は美郷町での業務に伴い、同町に移住した。平成30年1月現在、16名の救急救命士が美郷町に移住し、勤務している。美郷町役場・支所の一部を詰所として活用し、町所有の救急車は役場の駐車場に待機してある。
美郷町から日本救急システムへ支払われる救急事業の運営委託費の多くは地方創生交付金で賄われている。平成30年度の運営費は約1億円と、消防署の維持費用の約三分の一に抑えられている。
出動に当たっては救急救命士2名＋救急車を運転する町職員2名（役場業務の時間外は、役場の警備業務を委託している綜合警備保障の警備員からなる「ALSOK搬送隊」）の4名が出動し、緊急走行による救急搬送ないし、宮崎大学医学部附属病院へのドクターヘリ搬送依頼を行う。また、救急出動の事後検証を町独自のメディカルコントロール（MC）で行うため（宮崎県のMC協議会には不参加）病院選定を行っていない。また、救急救命士資格維持のための病院研修を宮崎大学医学部附属病院救急救命センターで行っている。このほかにも町内における救急教育等を実施している。
また、平日昼間の出動のうち、約半数が町内から町外への転院搬送を占めていたため、2019年度より、「病院間転院搬送中における業務における運転（機関員）業務」（救急救命士が町所有の救急車を運転）を請け負い、病院間転院搬送事業を開始した。転院搬送専用の救急隊「美郷救急隊」を編成し、救急救命士2名に加え、転院搬送元の医師・看護師が同乗して転院搬送を行う。この体制を執ることで、町内を管轄する現場出場用救急隊を出来る限り町内に留めておくことが可能であり、緊急時には「美郷救急隊」を緊急出動させて応援体制をとることが可能となる。

### 徳島県勝浦町
2017年4月の徳島支社の業務開始に伴い、救急救命士7名（うち5名は美郷町での業務経験者）が勝浦町に移住した。勝浦町では、救急救命士と救急搬送（救急車運転）を行う臨時職員がセットで対応している。徳島支社では独自の試みを行い、日本初となる気管挿管が可能な民間救急救命士の配備に加え、徳島県MC協議会が徳島支社を、可能な限り消防本部と同等に扱っているため、救急救命士がドクターヘリやドクターカーを要請できるよう体制を構築した。2016年度にはゼロだったドクターカーおよびドクターヘリの勝浦町への派遣が2018年度は19件となった。
徳島支社では徳島県MC協議会・徳島救急医療教育研究会に参加しているため、受け入れ可能であれば徳島県内の他の医療機関に搬入できるという。また、救急出動の事後検証を徳島県の他消防機関と同一水準で行っている。また、所属している救急救命士は資格維持のための病院研修を徳島赤十字病院で実施している。さらに、徳島県消防学校との車両救助訓練を実施し、救急救助活動への参加も進めている。

### 沖縄県竹富町
西表島では、まず全症例を島内の医療機関に搬送する。その後、島外での診療が必要と判断した場合、民間フェリーもしくは海上保安庁の航空機による搬送を行う体制をとっている。

## 救命救急業務の民間委託を行うための根拠法
日本救急システムなどの民間所属の救急救命士、すなわち消防機関に属さない救急救命士による救命救急行為の根拠法ならびにその法解釈として、厚生労働省は以下のように提示している。その一方で、現状の消防法などの法令や、それを解釈した救急業務規程（平成19年3月27日消訓令第16号） では消防本部の救急業務ありきで構成されているため、民間の救急救命士に関する定義はなく、またグレーゾーンが多いという。
- 日本救急システムによる「救命救急業務」は消防法第二条第九項に基づく、消防機関が行う「救急業務」には該当しない。[2]
- 民間企業所属の救急救命士による「救急救命処置」は救急救命士法第四十四条第二項に基づき活動している（地方公共団体が管理・運行している救急車(緊急自動車)に同乗して活動を行っているため）[2]。
- 救急救命士は所属機関や搬送能力による救急救命行為の制限を受けない（救急救命士法第二条一項）[2]。
- （使用する車両は）必要な構造・設備があれば必ずしも緊急自動車の認可を受けた救急車を意味するものではない（救急救命士法第四条二項、救急救命士法施行規則第二十二条）[2]。
- 救急救命士が処置可能な場所とは、患者発生地点から救急用自動車で医療機関に到着するまでを意味しており、 消防に属さない救急救命士であっても当該傷病者の発生から救急用自動車内または、病院、診療所へ搬送し、到着して医師に引き継ぐまでの間に救急救命処置・特定行為を実施できる[2]。（救急救命士法第四十四条第二項）